# Jardim Fonte Nova

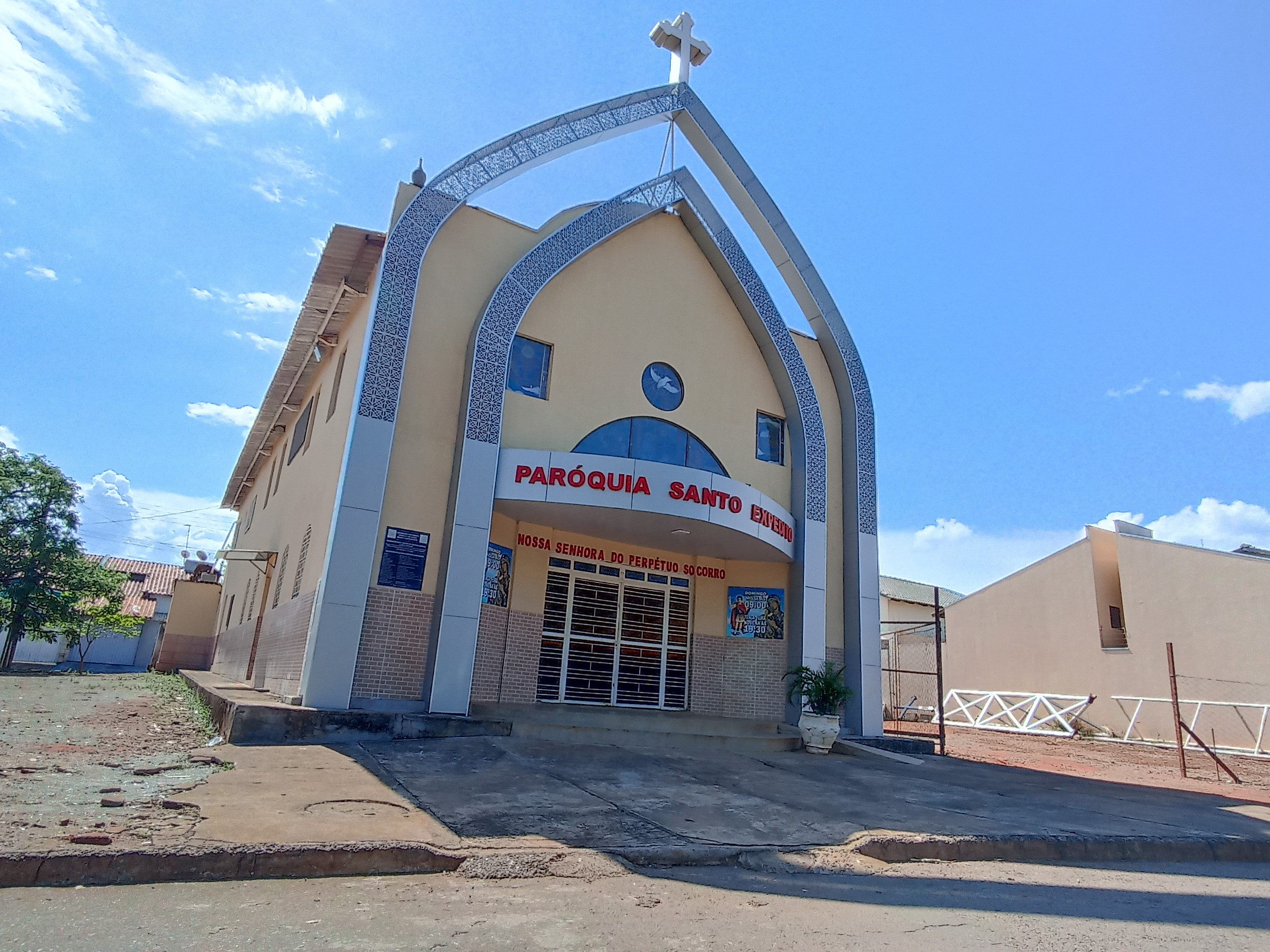
Paróquia Santo Expedito no Jardim Fonte Nova

Jardim Fonte Nova é um bairro localizado no município de Goiânia, capital de Goiás, na região noroeste da cidade.
O loteamento original do Fonte Nova, assim como vários outros bairros de sua região, era considerado irregular. O principal destaque do bairro é o Parque Municipal Fonte Nova, uma das principais áreas verdes da região noroeste de Goiânia, como parte da construção de vários espaços do gênero durante a década de 1990 em Goiânia.
Segundo dados do Instituto Brasileiro de Geografia e Estatística (IBGE), divulgados pela prefeitura, no Censo 2010 a população do Jardim Fonte Nova era de 1 191 pessoas.